# Фурнье, Клод (кинематографист)
Клод Фурнье (фр. Claude Fournier, 23 июля 1931, Уотерлу, Квебек — 16 марта 2023, Монреаль, Квебек) — канадский кинорежиссёр, сценарист, редактор и оператор-постановщик. Брат-близнец Ги Фурнье.

## Карьера
Клод Фурнье начал свою карьеру в журналистике, затем перешёл на Радио-Канада в качестве оператора новостей. Он присоединился к Национальному совету по кинематографии Канады в 1957 году в качестве сценариста и режиссёра и работал над ранними фильмами синема-верите, такими как À Saint-Henri le cinq septembre и La lutte. Он покинул Совет, чтобы работать в Соединённых Штатах со знаменитыми режиссёрами-документалистами Ричардом Ликоком и Д. А. Пеннебейкер, затем вернулся в Монреаль в 1963 году, чтобы основать собственную продюсерскую компанию Rose Films.
В 1970 году он снял «Две женщины в золоте» (фр. Deux femmes en or), один из самых успешных квебекских фильмов своего времени. Фурнье снял более 100 короткометражных фильмов, стал соавтором сценария фильма Софи Лорен «Необычный день», совместного производства Канады и Италии, который был номинирован на «Оскар», а также снял «Жестяную флейту» с Мэрилин Лайтстоун и «Книгу Евы» с Клэр Блум. «Оловянная флейта» вошла в программу 13-го Московского международного кинофестиваля. Его телесериал 1988 года «Мельницы власти» (фр. Les Tisserands du pouvoir) принёс ему премию Gémeaux (Жемо) за лучшую постановку телевизионной драмы и премию Genie (Джини) за лучший сценарий.
Дональд Сазерленд назвал его «одним из поистине несчастных режиссёров мира».

## Смерть
Клод Фурнье скончался 16 марта 2023 года в возрасте 91 года в больничном центре Монреальского университета после сердечного приступа, случившегося во время поездки на Мартинику.

## Фильмография

### Художественные фильмы
- Две женщины в золоте[англ.] (Deux femmes en or) — 1970
- The Master Cats (Les chats bottés) — 1971
- Чужой Гром[англ.] — 1974
- Яблоко, стебель и семена[англ.] (La pomme, la queue et les pépins) — 1974
- Далеко от тебя, дорогая[англ.] (Je suis loin de toi mignonne) — 1976
- The Clean Up Squad (Les chiens chauds) — 1980
- Оловянная флейта[англ.] (Bonheur d’occasion) — 1983
- Page trois: un ordinateur au coeur — 1985
- Орёл или решка[англ.] (J’en suis!) — 1997
- Книга Евы (Histoires d'Ève) — 2003
- My Only Love (Je n’aime que toi) — 2004

### Документальные фильмы
- Télésphore Légaré, garde-pêche (короткометражный фильм, 1959)
- Alfred Desrochers, poète (короткометражный фильм, 1960)
- La France sur un caillou (короткометражный фильм совместно с Жилем Гру[англ.], 1961)
- La lutte[англ.] (короткометражный фильм совместно с Мишелем Бро, Марселем Карьером[англ.] и Клодом Жютра[англ.], 1961)
- Midwestern Floods (короткометражный фильм, 1962)
- Nehru (короткометражный фильм, 1962)
- Vingt ans express (серия из 7 короткометражек, 1963—1964)
- Nomades de l’ouest (короткометражный фильм, 1963)
- Calgary Stampede (короткометражный фильм, 1965)
- Deux femmes (короткометражный фильм, 1965)
- Columbium (короткометражный фильм, 1966)
- Londres (короткометражный фильм, 1966)
- On sait où entrer Tony, mais c’est les notes (короткометражный фильм, 1966)
- Québec an 2000 (короткометражный фильм совместно с Эме Дани[англ.], 1966)
- Sebring, La cinquième heure (короткометражный фильм, 1966)
- Ti-Jean (короткометражный фильм, 1966)
- Tony Roman (короткометражный фильм, 1966)
- Du général au particulier (короткометражный фильм, 1967)
- Canada Today (короткометражный фильм Expo 67, 1967)
- La greffe cardiaque (короткометражный фильм, 1969)
- La greffe cardiaque, symposium de Montréal (короткометражный фильм, 1969)
- Coeurs neufs (короткометражный фильм a.k.a. Hearts, 1969)
- Le dossier Nelligan (1969)
- …Et Dieu créa l'été (короткометражный фильм совместно с Мари-Жозе Раймонд, 1974)
- Aliments, gentils aliments (короткометражный фильм совместно с Мари-Жозе Раймонд, 1975)

### Телевидение
- Новички[англ.] — мини-сериал, 1977)
- Новые Мстители[англ.] — телесериал, 1977
- Tales of the Klondike — мини-сериал a.k.a. The Scorn of Women, 1981
- Мельницы власти[англ.] (Les tisserands du pouvoir) — мини-сериал, 1987
- Golden Fiddles — мини-сериал, 1990
- Juliette Pomerleau — мини-сериал, 1999
- Félix Leclerc: Les esprits du fleuve — мини-сериал, 2005